# Бранка, Вильгельм Карл Франц фон
Вильгельм Карл Франц фон Бранка (до 1895 Бранко; 9 сентября 1844, Потсдам — 12 марта 1928, Мюнхен) — немецкий геолог и палеонтолог.

## Биография
Родился 9 сентября 1844 года в городе Потсдаме.
С 1899 года — профессор геологии и палеонтологии Берлинского университета. Ранее приват-доцент в Высшей школе технических наук в Аахене и геолог при геологической съемке Пруссии.
Работы Бранка посвящены главным образом палеонтологии (например, изучению ископаемых рыб так называемых вельденских слоев меловой системы), а также изучению вулканов (например, потухших вулканов Швабии и др.).

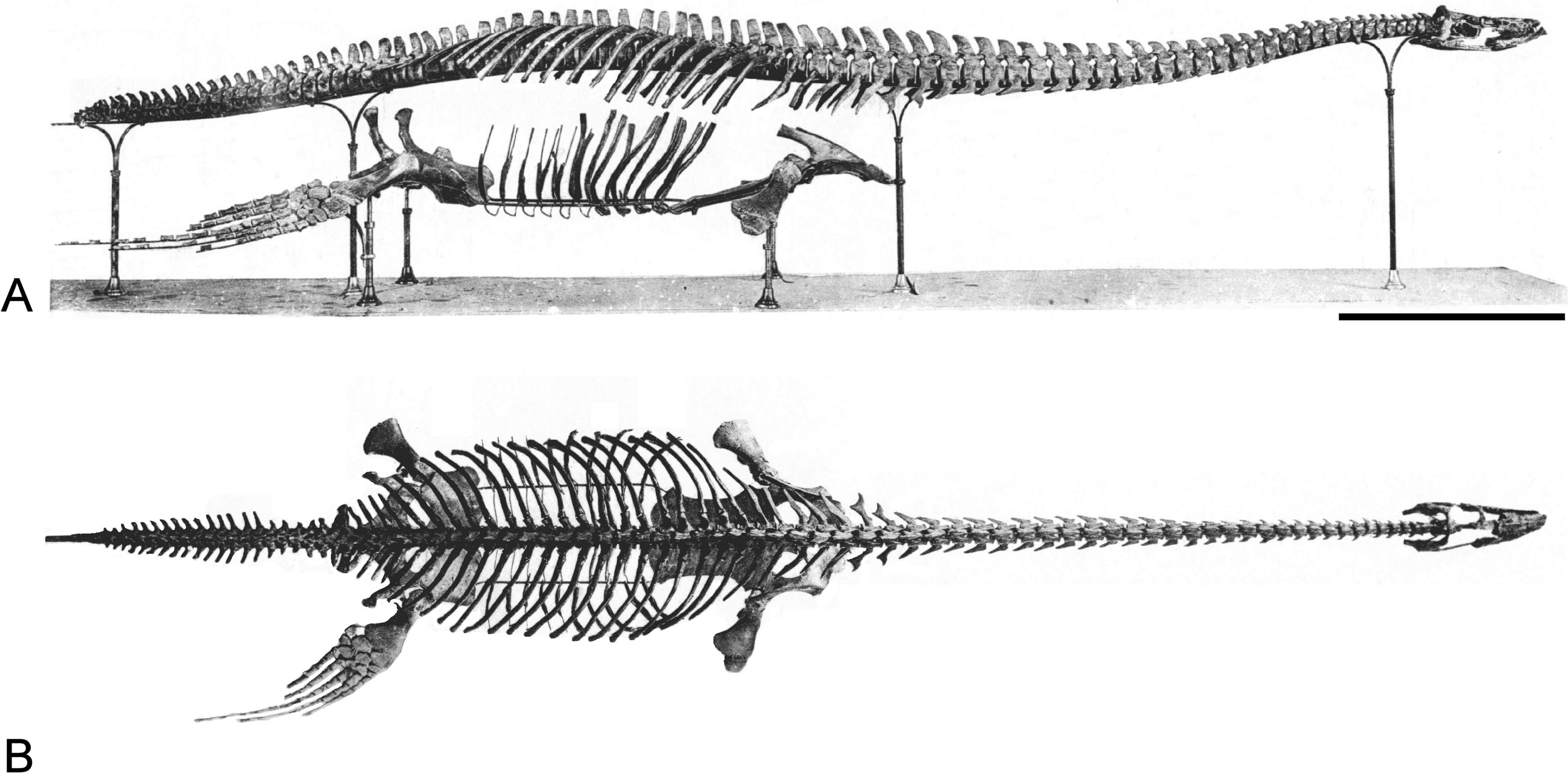
Brancasaurus brancai

Принимал участие в германской Восточно-Африканской палеонтологической экспедиции 1909—1913 гг., исследовавшей кладбище позднеюрских динозавров на юго-востоке современной Танзании (свита Тендагуру). Один из обнаруженных там видов ископаемых брахиозавров Giraffatitan brancai (Janensch, 1914) назван в честь Бранка.
7 декабря 1913 года был избран иностранным членом-корреспондентом Императорской Санкт-Петербургской академии наук, физико-математическое отделение, по разряду физическому.
Скончался 12 марта 1928 года в Мюнхене.
В честь учёного его ученик — Теодор Вегнер назвал найденное им ископаемое животное  — Brancasaurus brancai.